# Giuseppe Grippa
Giuseppe Grippa (Napoli, 1744 – dopo il 1816) è stato uno scrittore e politico italiano del Regno di Napoli e della Repubblica Napoletana del 1799.
Ebbe molteplici interessi (dall'economia alla politica, dalla matematica, all'astronomia) ma rimase noto soprattutto come scrittore politico, per la sua polemica con Gaetano Filangieri sul ruolo del baronaggio.

## Biografia
Nacque nel 1744 a Napoli, figlio di Francesco Grippa e Antonia Bonanni.
Appartenente alla nuova borghesia intellettuale meridionale, si interessò pubblicamente delle questioni economiche e politiche del Regno di Napoli.
Dal 1774 divenne docente di fisica e astronomia presso la Scuola regia di Salerno e membro della Reale Accademia di scienze e belle lettere di Napoli dalla sua fondazione nel 1780. Due anni dopo la pubblicazione de La scienza della legislazione di Gaetano Filangieri, nel 1782, indirizzò al noto filosofo un'opera polemica, in cui, oltre a sostenere la necessità di una monarchia costituzionale in funzione antidispotica, difendeva l'utilità del baronaggio come corpo intermedio. La polemica si sviluppò negli anni successivi, con interventi di sostenitori di Grippa e di Filangieri, anche dopo la morte di quest'ultimo nel 1788. Dal 1784 al 1786 Grippa pubblicò la sua opera La scienza della legislazione sindacata; in quegli anni, sulla scia dell'opera di Filangieri e delle sue traduzioni, la polemica e le posizioni di Grippa acquisirono notorietà in tutta Europa.
Nel 1789 fu tra i fondatori del Magazzino enciclopedico salernitano, primo periodico del Regno dedicato alla provincia di Salerno, in linea con le posizioni di Antonio Genovesi.
Con l'instaurazione della breve Repubblica Napoletana nel 1799, Grippa cambiando le proprie posizioni ne divenne un acceso sostenitore, ricoprendo incarichi politici per alcuni mesi; con il ritorno dei regnanti borbonici, Grippa venne prima imprigionato, poi esiliato in Francia. Si trasferì a Torino quando la città fu occupata dalle truppe francesi e iniziò a insegnare presso la nuova scuola di matematica di Casale Monferrato. Rientrato infine in patria nel 1806, rifiutò di riprendere la propria carriera di insegnante, tentando invece - attraverso una nuova svolta - di riacquistare funzioni politiche, senza successo.
Morì in data sconosciuta dopo il 1816.

## Opere
- La scienza della legislazione sindacata, vol. 1, Napoli, Amato Cons, 1784.
- La scienza della legislazione sindacata, vol. 2, Napoli, Amato Cons, 1786.